# Neocalyptis pigra
Neocalyptis pigra es una especie de polilla del género Neocalyptis, categorizada en la tribu Archipini, de la subfamilia Tortricinae.

## Distribución
Se distribuye por Indonesia.

## Taxonomía
Fue descrita por Meyrick en 1921 y publicada en (Capua), Zool. Meded. 6: 146.